# Hobart
|  | Per a altres significats, vegeu «Hobart (desambiguació)». |

Hobart (abans Hobartown) és la capital de l'estat insular de Tasmània, Austràlia. L'any 2001 tenia 191.169 habitants. Es troba en la desembocadura del riu Derwent al peu de la muntanya Wellington amb una altura de 1.270 m.

## Economia
A part del turisme i l'activitat portuària existeix una important indústria secundària de fusta, de fabricació de catamarans i de la producció de zinc.

## Història
Després de Sydney, Hobart és la ciutat més antiga d'Austràlia. Va ser fundada el 1804 pel coronel David Collins amb 300 presoners, uns quants marins i uns 30 colons lliures. Durant molts anys la població estava formada per convictes i capatassos, a més de balleners i caçadors de foques. Ja al principi del segle xx estava dotada de tramvia elèctric que va unir l'estació de ferrocarril central amb els llavors suburbis de New Town, Queensborough, Wellington, Glenorchy, Risdon i Bellerive.
Fou el port escollit per l'Expedició Amundsen per atracar després de la seva tornada del Pol Sud i des d'on informaren al món de l'èxit de la seva missió.

## Fills il·lustres
- Elizabeth Blackburn (1948) metgessa i bioquímica, Premi Nobel de Medicina o fisiologia de l'any 2009.